# Cygnus NG-11
Cygnus NG-11 (pierwotna nazwa Orbital Sciences CRS Flight 11E) – misja statku transportowego Cygnus, prowadzona przez prywatną firmę Orbital ATK na zlecenie amerykańskiej agencji kosmicznej NASA w ramach programu Commercial Resupply Services w celu zaopatrzenia Międzynarodowej Stacji Kosmicznej.
Misja wystartowała 17 kwietnia 2019 roku o godz. 22:46 czasu polskiego (16:46 czasu wschodniego, EST) z kosmodromu NASA na wyspie Wallops w USA. Wyniesiono 3 447 kg ładunku użytecznego, co było rekordem dla statków Cygnus. Z tego 1 569 kg stanowił ładunek naukowy dotyczący eksperymentów, w tym gryzonie oraz dwa roboty "Astrobees". Na pokładzie obok ładunku przeznaczonego na MSK znalazły się nanosatelity przeznaczone do wypuszczenia ze stacji kosmicznej, m.in. dwa polskie cubesaty: pierwszy satelita studencki z Krakowa Kraksat oraz pierwszy polski satelita komercyjny i obserwacyjny Światowid. Poza kapsułą Antares wyniósł też 60 amerykańskich satelitów edukacyjnych w formacie „ThinSat”, cieńszym od cubesat.